# 三笑亭本店
株式会社三笑亭本店（さんしょうていほんてん）は、料理店を運営する会社。

## 歴史
創業は1895年（明治28年）。
初代大石乙次郎は、静岡市中心の両替町に店を構え、「本当に大切な仲間と鍋を囲み、すべてを忘れ語らい、笑顔に満ちた時間をすごしてほしい」という願いを込め、屋号を「三笑亭本店」とした。
1902年、1903年から西洋料理をはじめ、1927年に洋食部を設けた。肉料理は「県下中第一」の定評あり、鰻、鳥等総て好評、各種中小企業の組合の会合等も多く、賑わっていた。
創業以来数回にわたり火災を被り、店舗を焼失したが、その都度復興した。静岡市で最も歴史の長いすき焼き中心の肉料理店となった。

## その他
『東商信用録 中部版 昭和60年版』によると格付は「A」で、「老舗の割烹として知名度高く、客層に恵まれて好調な業績を残している」と評している。
静岡市葵区横内町にあるそば屋「安田屋本店」と大石家は親戚である。